# Au (dwuznak)
Au – dwuznak składający się z liter A oraz U. Występuje w języku francuskim i islandzkim [øj]. W międzynarodowej transkrypcji fonetycznej IPA oznaczany jest symbolem [o]. Na polski fonetyczny odpowiednik zbliżony jest do dźwięku o.